# مارگیت کارلکوئیست
مارگیت کارلکوئیست (سوئدی: Margit Carlqvist؛ زادهٔ ۱۱ فوریهٔ ۱۹۳۲) بازیگر اهل سوئد است.
از فیلم‌ها یا برنامه‌های تلویزیونی که وی در آن نقش داشته‌است، می‌توان به آخرین ماجرا، به شادی، لبخندهای یک شب تابستانی و زوج دوست‌داشتنی اشاره کرد.